# Mount Hunter, Brabant Island
Mount Hunter är ett berg i Antarktis. Det ligger i Västantarktis. Argentina, Chile och Storbritannien gör anspråk på området. Toppen på Mount Hunter är 1 410 meter över havet, eller 675 meter över den omgivande terrängen. Bredden vid basen är 5,7 km.
Terrängen runt Mount Hunter är kuperad österut, men västerut är den bergig. Trakten är obefolkad. Det finns inga samhällen i närheten.